# パルク・デ・スポール (アヌシー)
パルク・デ・スポール（Parc des Sports）は、フランス・オート＝サヴォワ県アヌシーにある多目的スタジアム。1964年7月に開場し、主にサッカーや陸上競技、ラグビーユニオンの試合で使用される。FCアヌシーのホームスタジアムでもある。

## 概要
パルク・デ・スポールという名称はこのスタジアムを含めた近隣のスポーツ施設をまとめて呼称する際に用いられ、周囲には柔道場やボウリング場、テニスコートなど様々なスポーツの練習施設が点在している。
スタジアムはFCアヌシーの他に2010-11シーズンから2015-16シーズンまでリーグ・アンに所属していたエヴィアンTG FCが一時的なホームスタジアムとして使用していた。また、2010年9月には陸上競技の国際大会であるデカネーションが開催された。

## ギャラリー

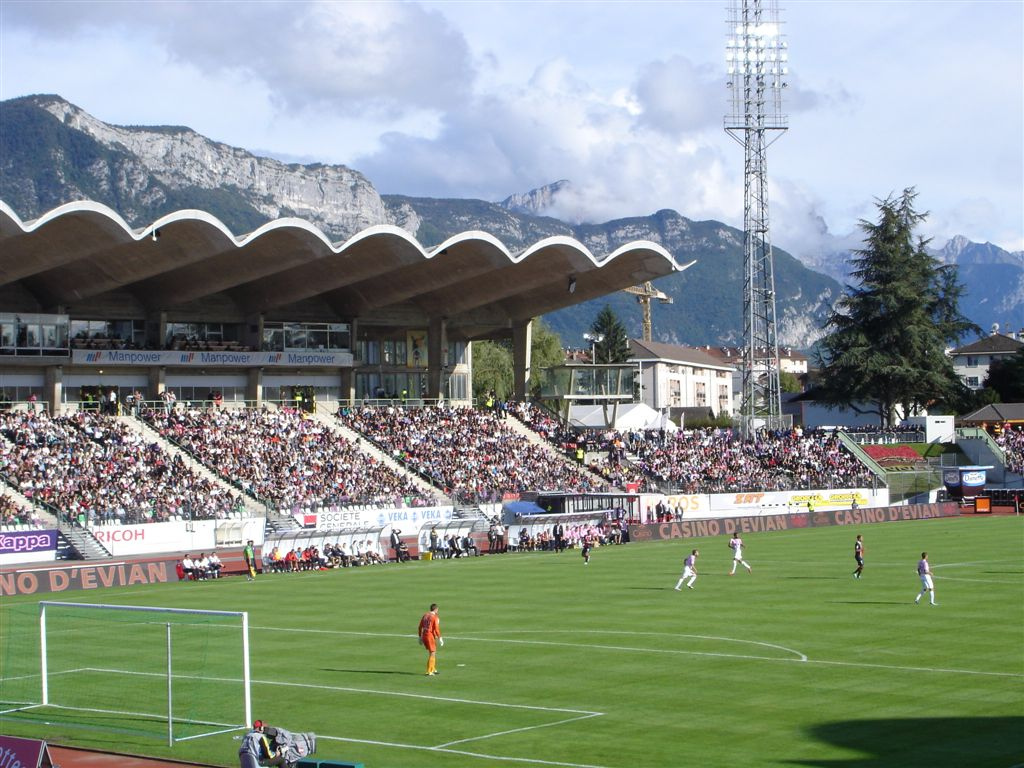
メインスタンド
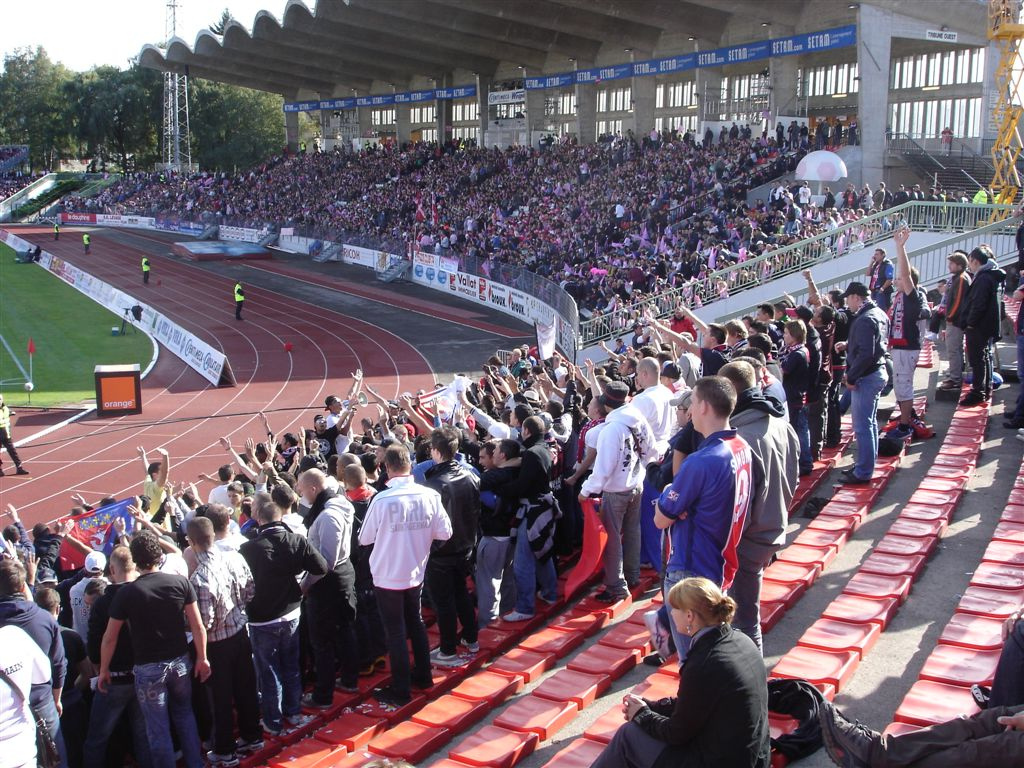
北スタンド1
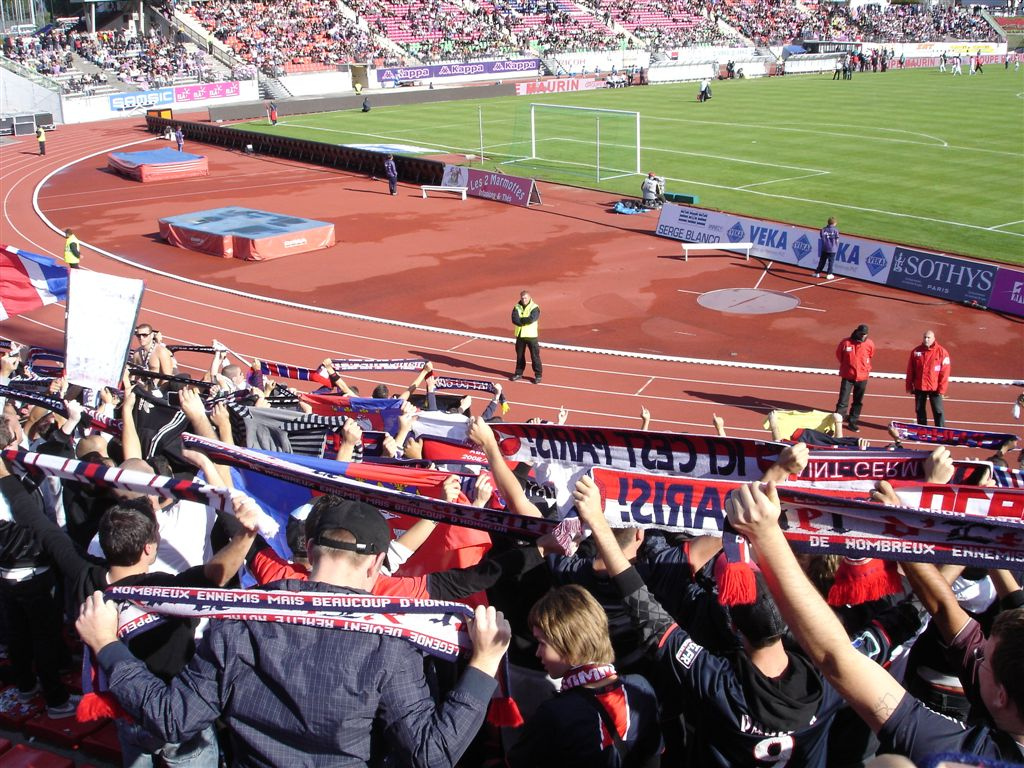
北スタンド2
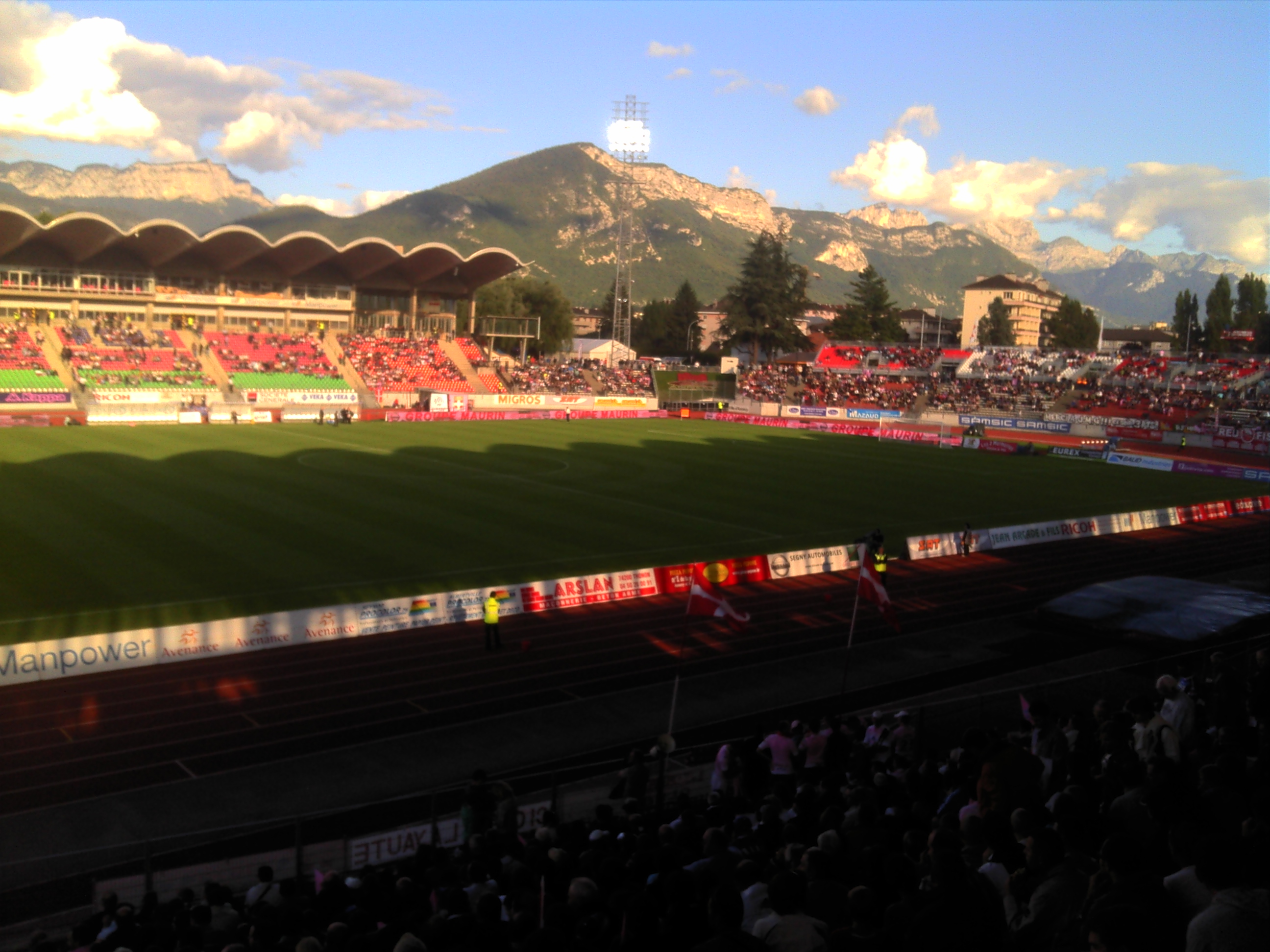
ピッチ